# Systropus studyi
Systropus studyi är en tvåvingeart som beskrevs av Günther Enderlein 1926. Systropus studyi ingår i släktet Systropus och familjen svävflugor. Inga underarter finns listade i Catalogue of Life.